# 우크라이나 해군

우크라이나 해군(우크라이나어: Військово-Морські Сили України, ВМСУ, Viys’kovo-Mors’ki Syly Ukrayiny, VMSU)은 우크라이나의 해군으로, 우크라이나군의 5개 군종들 가운데 하나이다.
우크라이나 해군의 본거지는 2014년 러시아의 크림반도 합병 전까지는 크림반도 세바스토폴에 위치해 있었다. 해군은 크림반도 위기에 큰 영향을 받았는데, 해군 부대의 대부분이 그곳에 위치해 있었기 때문이다. 당시 빠져나오지 못한 선박들은 기가 내려지고 억류되었다. 러시아는 선박 반환 과정을 시작했으나 우크라이나가 탈환 능력이 없고 돈바스 내 러시아인들에 대한 폭력을 주장하면서 중단했다.
우크라이나는 국내 프로제트 58250을 구성함으로써 2005년부터 해군력을 재건하기로 했다.

## 구조

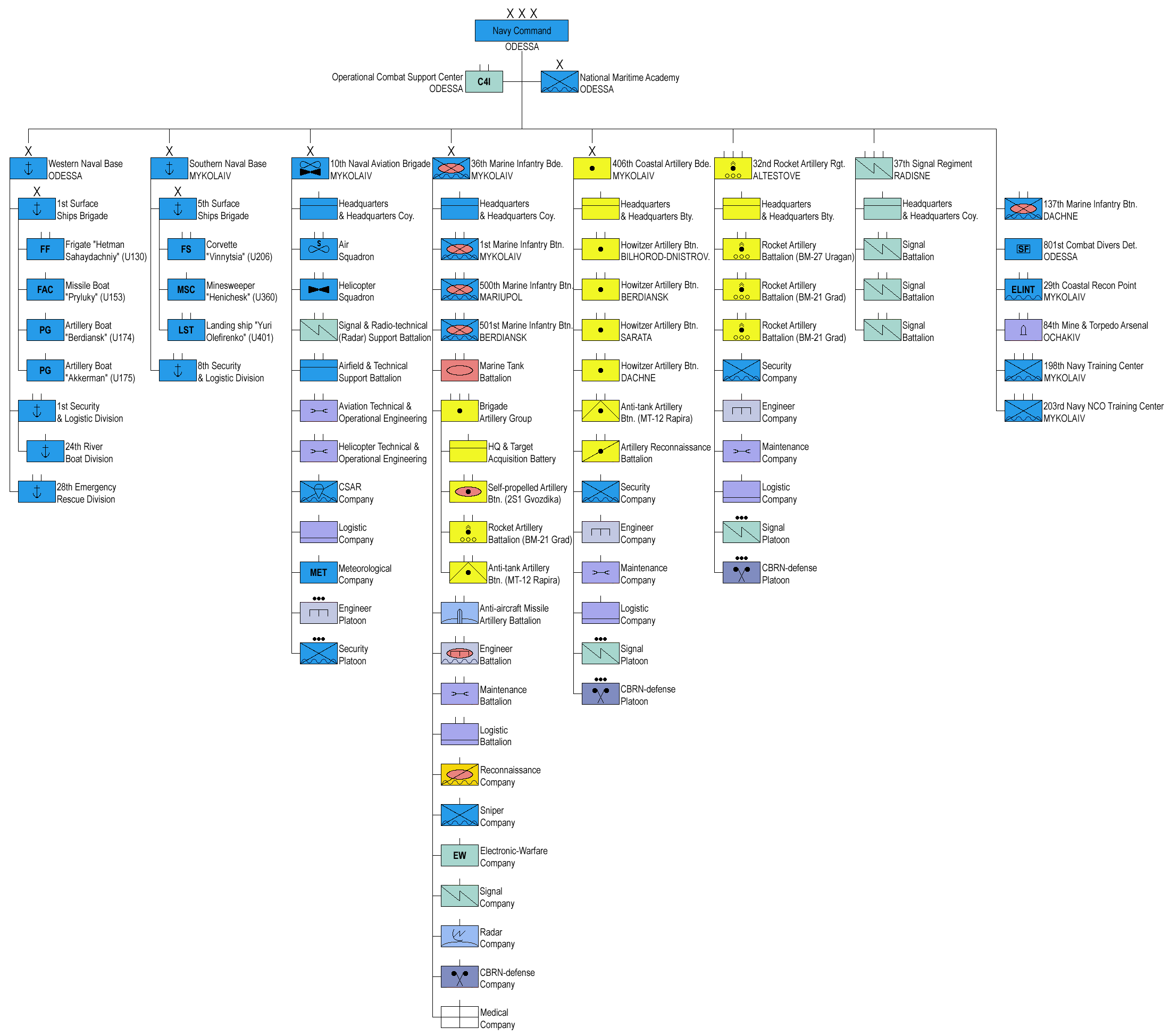